# 宇佐市役所
宇佐市役所（うさしやくしょ）は、大分県宇佐市の行政を執行する機関。

## 概要
旧本庁庁舎は1971年（昭和46年）に建設されたが45年を経過して老朽化が進んでいた。また、行政機能が本館、別館、議会棟、議会委員会棟、新別館、教育委員会棟、県別館の7棟に分散し、バリアフリーへの対応も不十分で、本館と議会棟は耐震基準を満たしていないなどの問題があった。
2020年（令和2年）1月6日に市役所新庁舎が開庁し、周辺では新別館を除く、旧本館、旧別館、旧議会棟、旧教育委員会棟が解体された。
2021年（令和3年）11月の外構工事の竣工で新庁舎建設事業は全て完了した。

## 沿革
- 1971年（昭和46年） - 本館（地上3階）・別館・議会棟の3棟が竣工。
- 1990年（平成2年） - 新別館・委員会棟を増設。
- 1996年（平成8年） - 旧宇佐税務署庁舎を取得し、教育委員会棟に改修。
- 2020年（令和2年）1月6日 - 市役所新庁舎が開庁[2]。

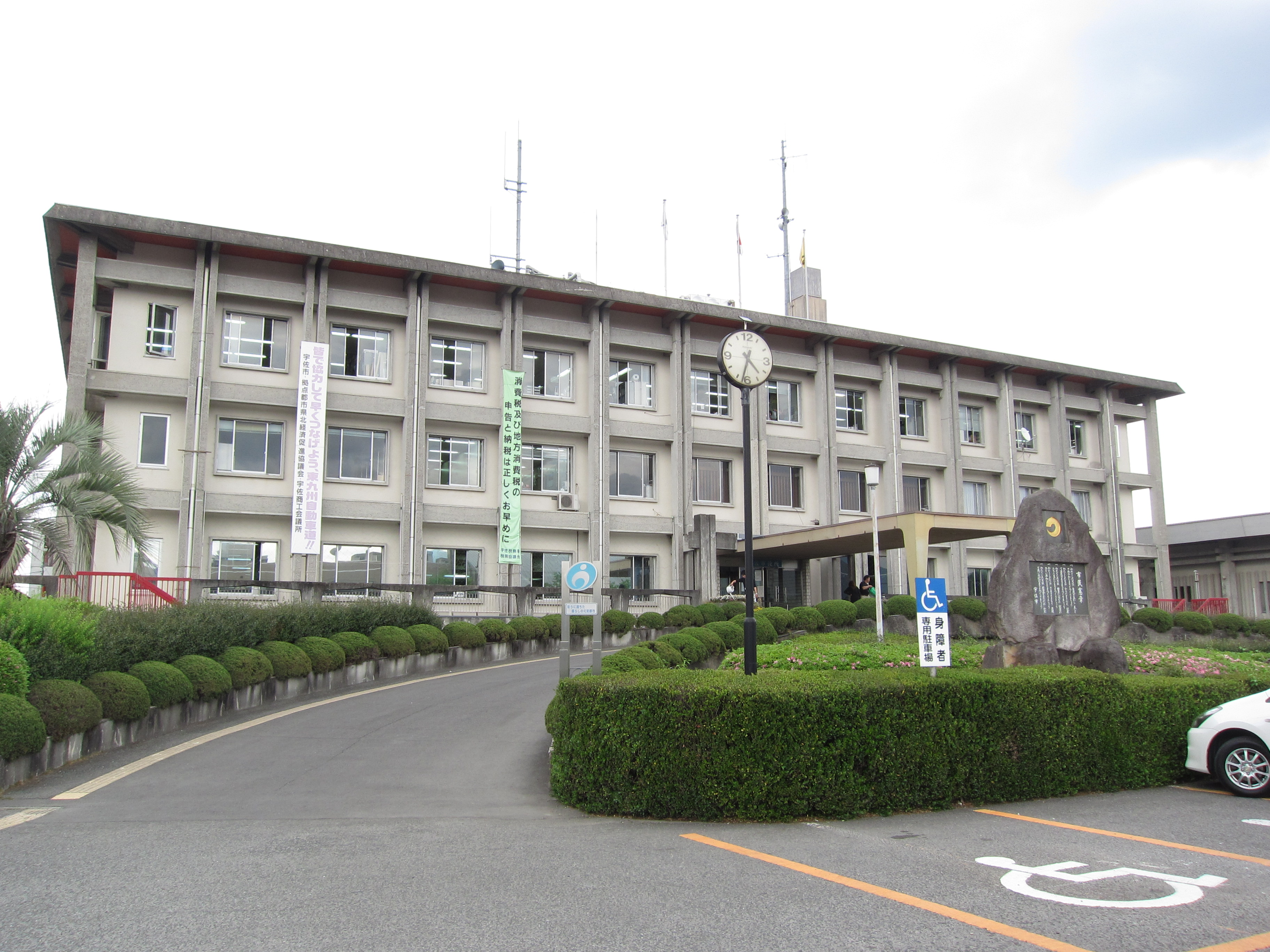
旧宇佐市役所（2011年5月）

## 支所
- 安心院支所
- 院内支所

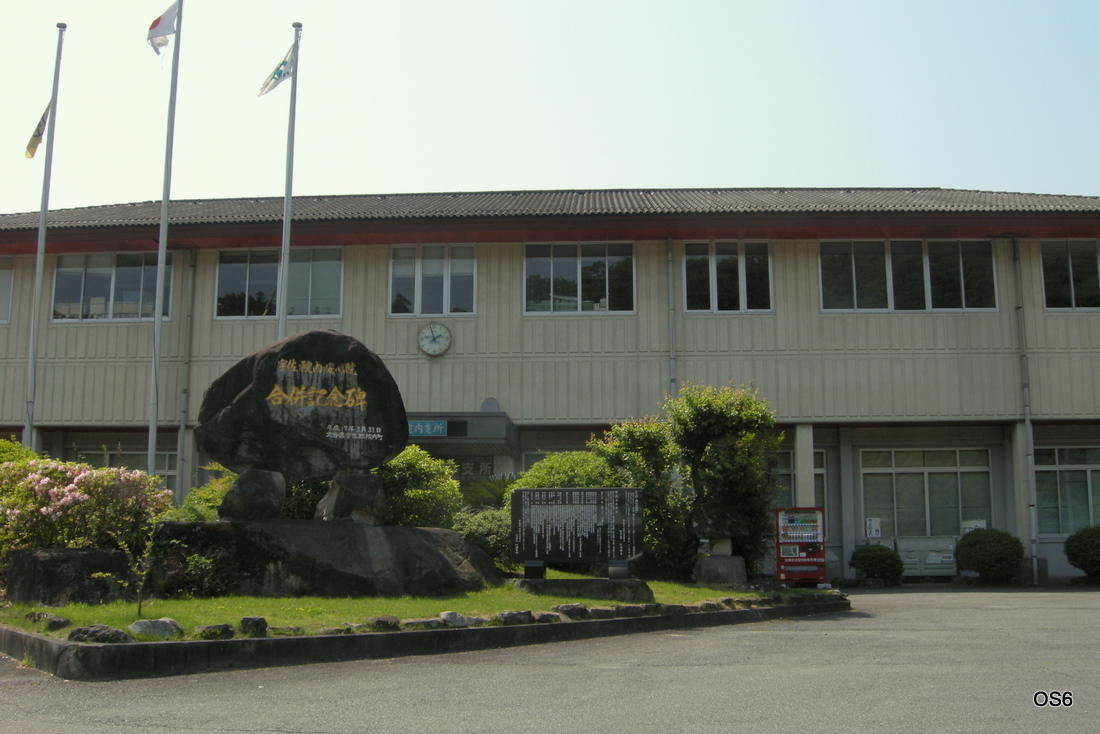
院内支所（2009年5月）